# Turquel
Turquel is een plaats (freguesia) in de Portugese gemeente Alcobaça en telt 4 342 inwoners (2001).